# Hemigraphis decaisneana
Hemigraphis decaisneana är en akantusväxtart som beskrevs av T. Anders.. Hemigraphis decaisneana ingår i släktet Hemigraphis och familjen akantusväxter. Inga underarter finns listade i Catalogue of Life.